# HD 143248
HD 143248，又名CD-4010120，SAO 226442、HR 5952，是一颗恒星，视星等为6.21，位于銀經337.51，銀緯9.39，其B1900.0坐标为赤經15h 54m 8.7s，赤緯-40° 9.39′ 10″。